# Tsillah
Tsillah ou Zillah (en hébreu : צִלָּה, Ṣillāh) est, dans la Bible, la deuxième épouse de Lamech et est mentionnée dans le livre de la Genèse de l'Ancien Testament. 

## Récit biblique
Tsillah est la deuxième épouse de Lamech — le fils de Méthusaël — et est la mère de Tubal-Caïn et de Naama.